# Tipologia (teologia)

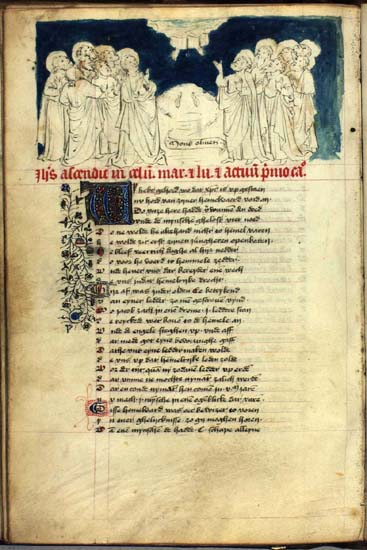
L'Ascensione, pagina da Speculum humanae salvationis ca. 1430.

La tipologia (studio/raccolta di tipi dal  greco τύπος e -λογία) è un metodo di interpretazione biblica che consiste nel cercare nell’Antico Testamento la prefigurazione (interpretata come promessa o annuncio) di qualcosa che poi si è compiuto nel Nuovo Testamento. Esso è basato sulla somiglianza tra una persona o un evento dell’Antico  Testamento (raramente mitologia e leggende antiche), definito "tipo", e una persona o evento del Nuovo Testamento, chiamato "antitipo".

## Origini

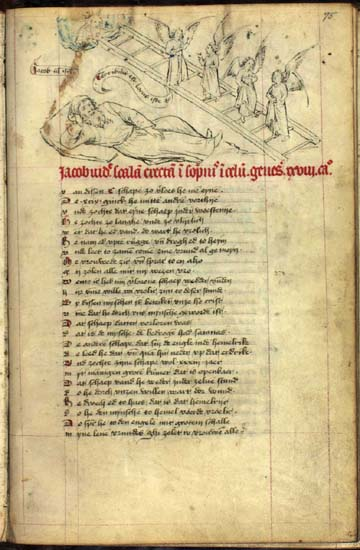
La scala di Giacobbe in Speculum Humanae Salvationis ca. 1430, prefigurante l'Ascensione

La tipologia è all'origine di quella che viene chiamata allegoria medievale. Risale ai primi giorni della Chiesa primitiva ed è un modo per conciliare le pause tra la Bibbia ebraica (l'Antico Testamento) e il Nuovo Testamento. I cristiani hanno studiato queste due parti della Rivelazione e le avevano dato un valore simile, ma l'Antico Testamento creò loro dei problemi; questo è il caso, ad esempio, delle leggi ebraiche casherut (le regole alimentari).
L'Antico Testamento è stato visto da alcuni non come un racconto letterale, ma come un'allegoria o una prefigurazione degli eventi del Nuovo Testamento. Alcuni eventi dell’Antico Testamento sono stati visti come una prefigurazione della vita di Cristo. Il nome tecnico per discernere il Nuovo Testamento dall’Antico è il tipo.
Una buona panoramica di questo pensiero è stata data da Paolo in Colossesi 2: 16-17: "Ma non permettete a nessuno di giudicare su ciò che bevete o mangiate, sul rispetto delle festività religiose, della festa della luna nuova o del shabbat. Queste sono impronte di cose a venire; la realtà si trova in Cristo."

## La tipologia dei Padri
Lo sviluppo di questo approccio alla Bibbia ebraica è stato influenzato dal pensiero del giudaismo ellenistico di Alessandria d'Egitto, secondo il quale Filone ed altri la ritenevano essenzialmente allegorica, basata sul pensiero di Platone. Il sistema venne cristianizzato da Origene e diffuso da grandi figure come Ilario di Poitiers e Sant'Ambrogio.
Sant'Agostino pensava spesso all'insegnamento di Ambrogio "La lettera uccide, ma lo spirito vivifica" e, a sua volta, fu un fautore influente di questo sistema, anche se sottolineò la verità letterale storica della Bibbia. Isidoro di Siviglia e Rabano Mauro, nelle loro opere di compilazione e di sintesi del sapere anteriore, stabilirono le interpretazioni standardizzate delle corrispondenze e loro significati.
Lo storico dell'antichità Henri-Irénée Marrou, nel suo saggio, Décadence romaine ou Antiquité tardive?, presenta brevemente questa tipologia dei Padri della Chiesa: "In questo modo, in un primo momento così sconcertante ripensando alla storia, viene alimentato un settore del pensiero dei Padri della Chiesa sui testi della Bibbia: questo è l'aspetto dell'esegesi spirituale che si riferisce strettamente a come nella tipologia - "tipo" e "antitipo" sono termini mutuati dal Nuovo Testamento, che si riferiscono a loro volta a seconda dei casi, a due episodi storici che corrispondono come prefigurazione e compimento; la tipologia si oppone all'allegoria in senso stretto, in quanto giustappone le parole e le cose - come tra i pagani che interpretano Omero, miti e argomenti filosofici - e non, come nella tipologia cristiana degli eventi storici reali messi in relazione ad altri fatti storici, "discernendo su una vera e propria storia, una storia ancora più vera."

## Esempi di tipologie

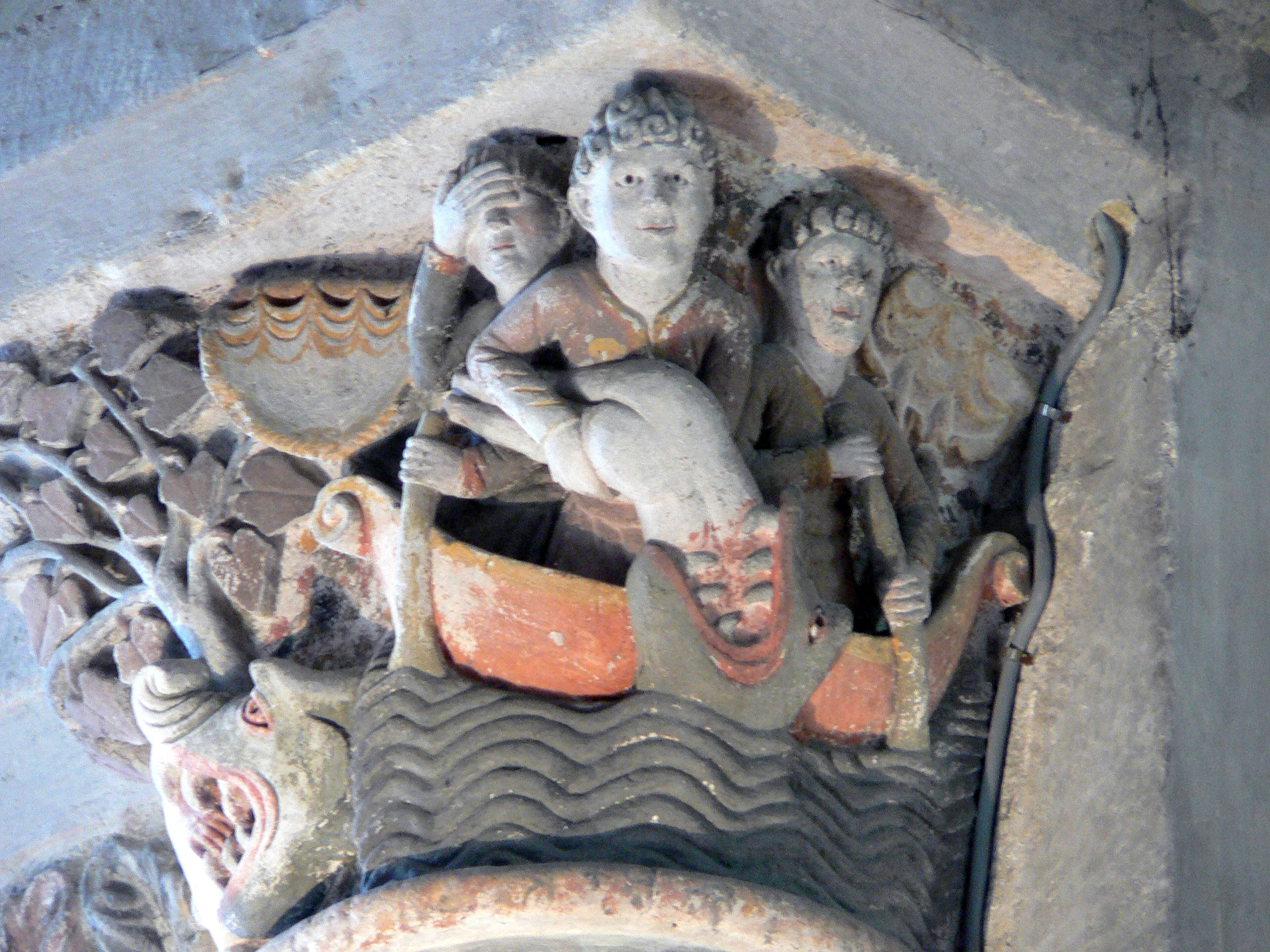
Giona inghiottito dalla balena.
Capitello del XII secolo della navata dell'abbazia di Mozac

L'interpretazione allegorica medievale della storia di Giona vede in essa la sepoltura e la risurrezione di Cristo, mentre lo stomaco della balena è la tomba. Infatti, Giona chiamò il ventre della balena "Sheol", la terra dei morti. Così, ogni volta che si trova un'allusione a Giona in arte o nella letteratura medievale, di solito si tratta di un'allegoria della sepoltura e risurrezione di Cristo. 
Altri esempi di tipo nella Bibbia:
- Nel deserto, Mosè mise un serpente di bronzo su un bastone che guariva chiunque fosse stato morso da un serpente e lo avesse guardato[6]. Gesù proclamò che il serpente lo aveva annunciato, poiché "come il serpente di bronzo era stato innalzato da Mosé nel deserto, così bisogna che il Figlio dell'uomo sia innalzato" (Giovanni 3, 14) e "Colui che non aveva conosciuto peccato, Dio lo trattò da peccato in nostro favore, perché noi potessimo diventare per mezzo di lui giustizia di Dio."[7]

- Nel corso della battaglia contro gli Amaleciti, "Quando Mosè alzò le mani, Israele era il più forte. Quando le lasciò cadere, era più forte Amalek".[8] I commentatori hanno interpretato le mani alzate di Mosè come un segno precursore delle mani alzate del Cristo crocifisso, nella misura in cui, dal momento che le sue mani sono state sollevate al momento della sua morte venne vinta la battaglia contro il peccato.

Un'altra tipologia allegorica frequente riguarda i quattro profeti maggiori Isaia, Geremia, Ezechiele e Daniele che rappresenterebbero i quattro evangelisti, Matteo, Marco, Luca e Giovanni, mentre le dodici tribù d'Israele prefiguravano i dodici apostoli.

## La tipologia nell'arte

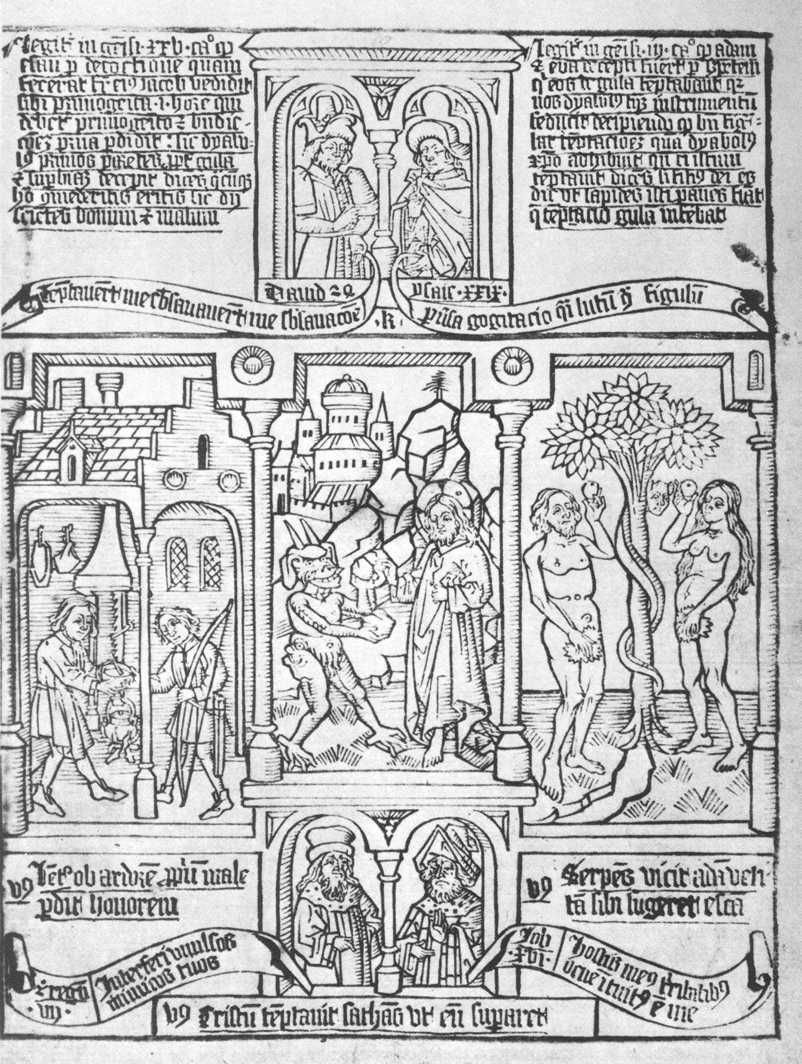
Biblia pauperum, ca 1470

La tipologia è stata spesso espressa nelle arti; molti abbinamenti tipologici si notano nelle sculture di cattedrali, chiese e altri supporti. Opere illustranti popolari messe in scena di coppie tipologiche sono state tra le più popolari del tardo Medioevo, come ad esempio i codici miniati e gli  incunaboli.
Le due più note sono Speculum humanae salvationis e Biblia pauperum di Nicola di Hanappes.